# Кивач (система противоракетной обороны)
Двухэшелонный стрельбовый комплекс зональной противоракетной обороны «Кивач» — проект системы противоракетной обороны, представлявший собой многоканальный огневой комплекс, разрабатывавшийся коллективом под руководством Б. П. Виноградова в ЦНПО «Вымпел». Исходно, разрабатывался как элемент системы ПРО Московского промышленного района А-235 (1985—1989 гг.).

## Краткая история
Комплекс противоракетной обороны «Кивач» разрабатывался в рамках комплексной программы по созданию перспективных систем противоракетной обороны Д-20 в 1980-е — начале 1990-х гг., как элемент перспективной системы ПРО Московского промышленного района А-235 (главный конструктор — А. Г. Басистов, ЦНПО «Вымпел»). Эшелонирование достигалось за счёт применения двух типов противоракет, разработка которых осуществлялась МКБ «Факел» (противоракеты дальнего перехвата) и ОКБ «Новатор» (ближнего перехвата). Испытания элементов комплекса велись на 10-м Государственном испытательном полигоне МО СССР (на территории Казахской ССР), но были прекращены ввиду распада СССР. На момент переговоров о передаче 10-го ГНИИП республике Казахстан в связи с дезинтеграцией Советского Союза, проект находился в процессе полигонных испытаний, перспективы его реализации (наряду с другими проектами в сфере противоракетной обороны и программами оборонной тематики) оценивались как осуществимые до 2000 г., о чём руководством полигона докладывалось Начальнику 4-го Главного управления Министерства обороны СССР генерал-полковнику С. С. Сапегину. Дальнейшая судьба опытных полигонных образцов испытываемой техники и проектной документации по проекту «Кивач» неизвестна.

## Элементы комплекса
Литерно-числовые индексы ГРАУ для отдельных элементов комплекса указаны в скобках.
- Многоканальная радиолокационная станция «Нарва»
- Противоракеты ближнего перехвата ПРС-1 (53Т6) и дальнего перехвата А-925 (51Т6)